# Hiroshi Kagawa
Hiroshi Kagawa (賀川浩; Kōbe, 29 dicembre 1924 – Kōbe, 5 dicembre 2024) è stato un giornalista giapponese.
Il 12 gennaio 2015 fu premiato con il FIFA Presidential Award dal presidente Joseph Blatter.